# Betsy Saina
Betsy Saina (30 juni 1988) is een Keniaanse atleet op lange afstandlopen. 

## Jeugd
Saina werd geboren op 30 juni 1988 in Kenia. Ze begon als tiener te lopen in Eldoret, Kenia, met de hoop onderwijs te volgen aan de Otago Girls High School. Haar familie had succes in het hardlopen op afstand, dus haar zusters begeleidden haar als een kind om haar voor te bereiden op een nationale kampioenschappen hardlopen. Haar prestaties op het Afrikaanse juniorenkampioenschap trokken de aandacht van scouts. "Saina groeide op in de middenklasse van Kenia -" niet arm of rijk ", zegt ze - met een vader die werkte als leraar op de basisschool en moeder die een klein bedrijf had." 

## Iowa
In haar 5 jaar aan de Iowa State University in Ames, Iowa behaalde Saina een diploma in landbouw en levenswetenschappen met een focus op verpleging. Ze won het 2012 National Collegiate Athletic Association (NCAA) Cross Country Championship, 5.000 meter op het NCAA Indoor Championship 2012 en 10.000 meter op het Outdoor NCAA Championship 2013 onder begeleiding van coach Corey Ihmels.  
Saina liep op de NCAA cross country kampioenschappen 2009 en eindigde als 141e in 21:35. Drie jaar later heeft ze haar 6K-tijd met twee minuten verbeterd. In haar laatste jaar behaalde Saina de eerste plaats op de NCAA-kampioenschappen van dat jaar in een tijd van 19: 27.9 "  
Ze behaalde op het moment cijfers van 31: 15.97 op de 10 km en schoolrecords van 15: 12.05 op de 5k. Saina was de 2011–2012 Iowa State Cyclones vrouwelijke student-atleet van het jaar en ontving deze eer voor 61.000 fans bij de opener van het voetbalhuis op 1 september 2012. Saina was ook een negenvoudige Big 12 Champion en een elfmaal All-American runner. Ze werd ook uitgeroepen tot atleet van het jaar door de Track and Field Cross Country Coaches Association voor haar seizoen in 2013. Betsy Saina werd op 31 augustus 2013 geëerd als de vrouwelijke atleet van de staat Iowa 2013. 

## Professioneel

### Nike Colorado Springs
Saina concurreerde op de weg en op het circuit vanuit Colorado Springs voor de professionele trainingsgroep American Distance Project elite 2013 tot oktober 2015 onder begeleiding van coach Scott Simmons. 
2014
In maart 2014 werd Saina tweede in 15:22 bij de Carlsbad 5000 vijf kilometer wegrace achter Julia Bleasdale. Saina is de enige in de VS gevestigde persoon die in 2013 op de 10.000 meter in de top 15 van de wereld staat behalve Shalane Flanagan. 
Ze deed mee aan de 10.000 meter op de Payton Jordan Invitational op 4 mei 2014 en verbeterde haar persoonlijke top 10 km tijd tot minder dan 31 minuten namelijk 30:57.30. Saina is een van de 7 vrouwen die in de Verenigde Staten wonen, waaronder Deena Kastor, Kim Smith, Shalane Flanagan, Kara Goucher, Sally Kipyego en Molly Huddle die minder dan 31 minuten hebben gelopen op de 10.000m. Slechts 69 vrouwen hebben ooit minder dan 31 minuten gelopen in de wereld. 
Op 18 juli, nam Saina deel aan de 5000 meter in de Diamond League Herculis Monaco, verbeterde Saina haar persoonlijke 5 km besttijd tot minder dan 14:40 minuten namelijk 14: 39.49 [43e allerbeste tijd aller tijden. 
In augustus 2014 won Saina de vrouwendivisie van de 42e New Balance Falmouth Road Race met een tijd van 35:56 op de 7 mijl (11 km). 
Op 8 september 2014 won Saina op de weg de 10k in Tilburg, Nederland met 30:45 en haar tijd is de snelste weg 10 km in 2014. 
Op 12 oktober 2014 werd Saina vierde in haar debuut op de halve marathon van Boston in een tijd van 1:09:27. Dit was de 46e snelste ter wereld vanaf 17 oktober. 
2015
Op 1 maart nam ze deel aan de 10.000 meter op de World Best 10 km in San Juan, Puerto Rico . Betsy eindigde als 3e in 32:07, slechts 10 seconden achter de winnaar. 
Ze nam deel op de 5.000 meter op de Payton Jordan Invitational op 2 mei 2015 en liep een kwalificatietijd van wereld- en Olympische kampioenschappen van 15:00.48 en eindigde op de tweede plaats na Sally Kipyego.  
Op 4 juli eindigde Saina als tiende in 15:07.90 in de 5.000 meter Paris Meeting Areva IAAF Diamond League. 
Vrijdag 31 juli 2015 kreeg Saina haar ticket naar Beijing, China 10.000 meter 2015 Wereldkampioenschappen atletiek bij nationale kampioenschappen in Kenia. Betsy werd achtste in 31:51.35 in China. Betsy's tijd kwalificeert haar wel voor de Olympische Spelen. 
Op 6 september werd Saina derde op de weg Rabobank Tilburg Ladies Run 10 km in Nederland in 32:21 waar Shalane Flanagan het Amerikaans record vestigde. 

### Nike Bowerman Track Club
In oktober 2015 trad Betsy toe tot Nike Bowerman Track Club;ze verlaat het Amerikaanse afstandsproject in Colorado Springs. 
2016
Op 20 februari 2016 eindigde Saina als eerste in de Millrose Games dames indoor 5000 meter in 14:57.18, en eindigde voor Molly Huddle in het laatste stuk. 
Op 27 mei 2016 werd Saina achtste in 14:44.67 in Prefontaine Classic. 
Op 12 augustus werd Saina vijfde in 30:07.78 op de Olympische Spelen . 
2023
Op 5 februari 2023 eindigde Saina als vijfde in de Tokio Marathon in 2:21.40.